# Melanochyla nitida
Melanochyla nitida är en sumakväxtart som beskrevs av George King. Melanochyla nitida ingår i släktet Melanochyla och familjen sumakväxter. Inga underarter finns listade i Catalogue of Life.